# Eoneria blanchardi
Eoneria blanchardi är en tvåvingeart som beskrevs av Aczel 1951. Eoneria blanchardi ingår i släktet Eoneria och familjen Neriidae. Inga underarter finns listade i Catalogue of Life.